# Muerte de Piotr Ilich Chaikovski

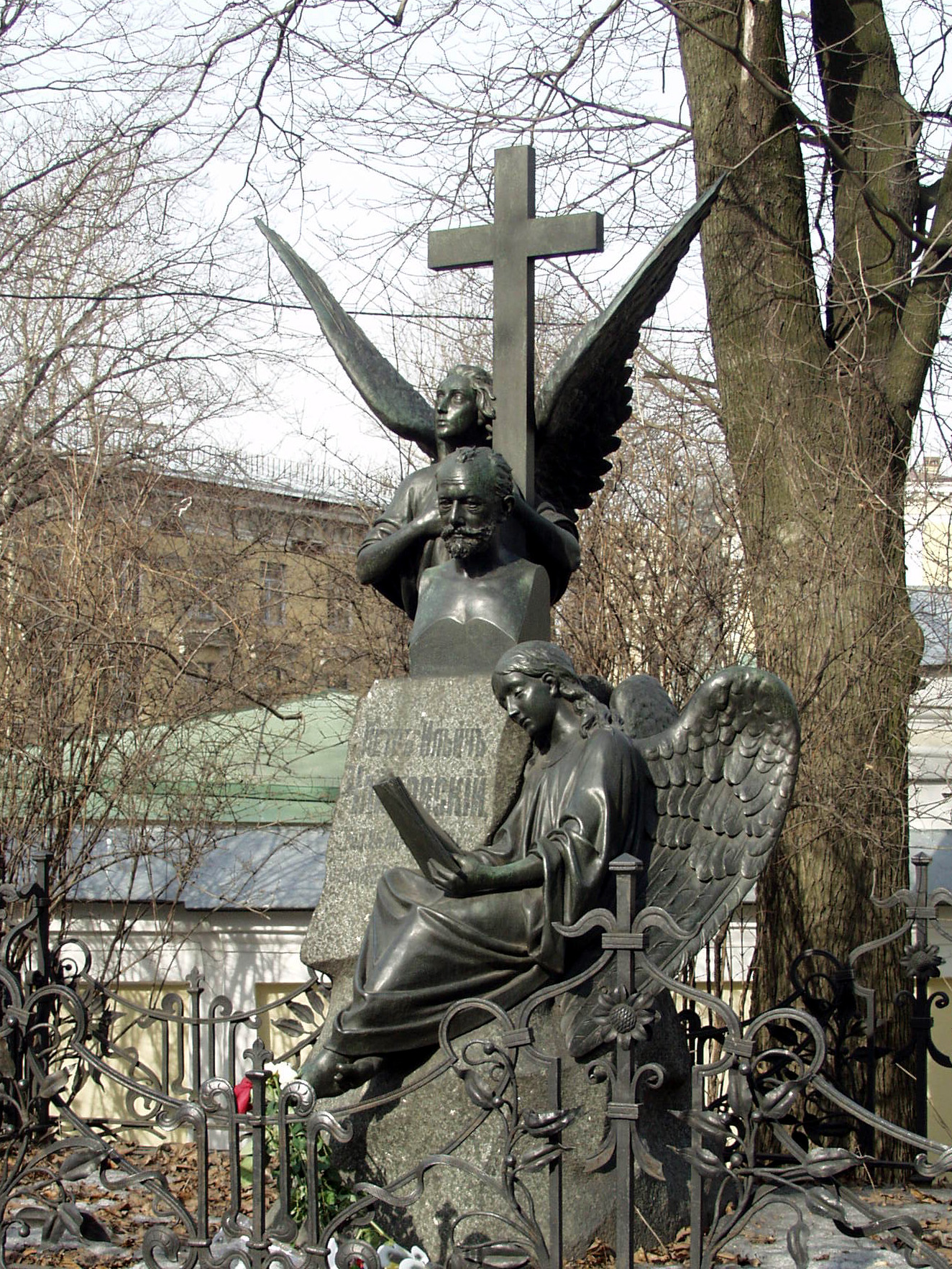
La tumba de Piotr Ilich Chaikovski en el Monasterio de Alejandro Nevski de San Petersburgo.

Piotr Ilich Chaikovski falleció en San Petersburgo el 25 de octubrejul./ 6 de noviembre de 1893greg., nueve días después del estreno de su Sexta Sinfonía, la Patética, a la edad de 53 años. Se informó que la causa oficial de la muerte fue el cólera, muy probablemente contraído al beber agua contaminada varios días antes. Muchos biógrafos del compositor aceptaron esta explicación. Sin embargo, incluso en el momento de la muerte del compositor, hubo muchas dudas sobre este diagnóstico.
Se cuestionó la línea de tiempo entre el consumo de agua sin hervir y la aparición de los síntomas, así como la obtención de agua sin hervir por parte del compositor, en un restaurante de renombre (según un relato), en medio de una epidemia de cólera con estrictas regulaciones de salud en efecto. Si bien el cólera atacaba a todos los niveles de la sociedad rusa, se consideraba una enfermedad de las clases bajas. El estigma resultante de tal desaparición para un personaje tan famoso como él fue considerable, hasta el punto en que su posibilidad era inconcebible para muchas personas. Se puso en duda la veracidad de los informes de los dos médicos que lo habían tratado. También se examinó la manipulación del cadáver, ya que, según consta, no se ajustaba a las normas oficiales para las víctimas del cólera. Esto lo destacó, entre otros, Nikolái Rimski-Kórsakov en su autobiografía, aunque algunas ediciones censuraron esta sección.
Pronto empezaron a surgir teorías de que la muerte de Chaikovski fue un suicidio. Las conjeturas fueron desde la acción imprudente por parte del compositor hasta las órdenes del zar Alejandro III, con informantes que iban desde miembros de la familia de Chaikovski hasta el compositor Aleksandr Glazunov. Desde 1979, una variación de la teoría ha ganado algo de terreno: una sentencia de suicidio impuesta en un «tribunal de honor» por los compañeros exalumnos del compositor de la Escuela Imperial de Jurisprudencia, como una censura a la homosexualidad del compositor. No obstante, la causa de la muerte de Chaikovski sigue siendo muy controvertida.

## Contexto

### Cólera en Rusia

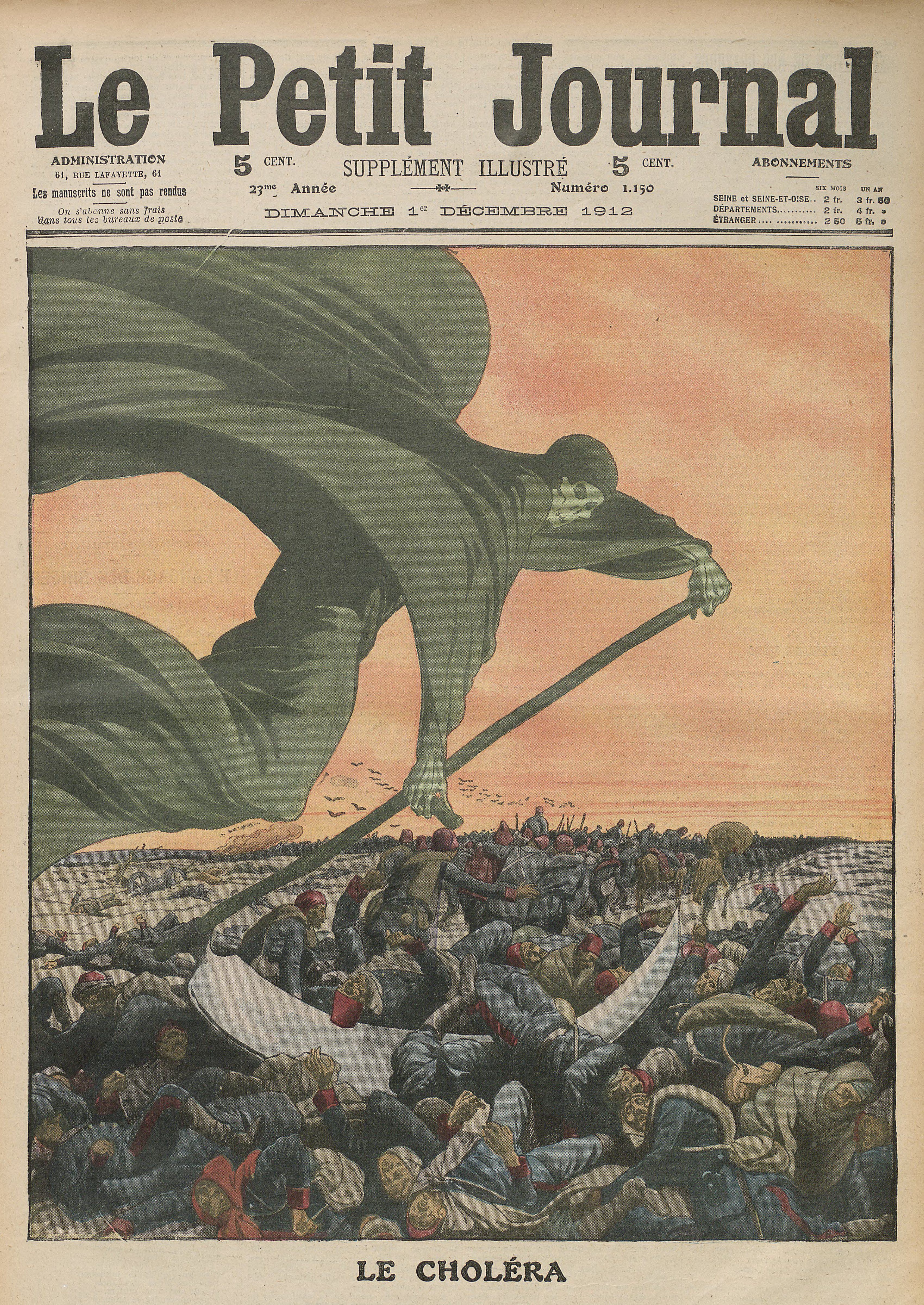
Dibujo de la muerte trayendo el cólera, en Le Petit Journal.

El biógrafo Anthony Holden escribe que el cólera había llegado a Europa menos de un siglo antes de la muerte de Chaikovski. Una pandemia inicial había azotado el continente en 1818. Le siguieron otras tres y una quinta, que había comenzado en 1881, estaba arrasando. La enfermedad había sido importada por peregrinos de Bombay a Arabia y desde allí cruzaron la frontera rusa.
Los primeros casos notificados en Rusia de esta pandemia ocurrieron en Vladivostok en 1888. En 1892, Rusia era, con mucho, el más afectado de los 21 países afectados. En 1893, no menos de 70 regiones y provincias combatían epidemias.
Holden agrega que, según los registros médicos rusos contemporáneos, la epidemia específica que se cobró la vida de Chaikovski comenzó el 14 de mayo de 1892 y terminó el 11 de febrero de 1896. Durante este tiempo, 504 924 personas contrajeron cólera. De ese número, 226 940 (44.9 por ciento) murieron por ello.

### Un estigma social
Incluso con estos números, la atribución de la muerte de Chaikovski al cólera fue tan sorprendente para muchos como lo repentino de su fallecimiento. Si bien el cólera afecta a todos los niveles de la sociedad, se consideraba en gran medida una enfermedad de los pobres. Este estigma convirtió al cólera en una forma de desaparición vulgar y socialmente degradante. El hecho de que Chaikovski muriera por tal causa pareció degradar su reputación entre las clases altas y a muchos les pareció inconcebible.
Fiel a su forma supuesta, el brote de cólera que había comenzado en el verano de 1893 en San Petersburgo se había limitado principalmente a los barrios bajos de la ciudad, donde los pobres «vivían en condiciones insalubres y hacinadas sin observar condiciones médicas elementales». La enfermedad no afectó a familias más ricas y educadas porque observaron los protocolos médicos que prohibían el uso o el consumo de agua sin hervir. Además, esta epidemia había comenzado a menguar con la llegada del frío otoño. El 13 de octubre se notificaron 200 casos de cólera. El 6 de noviembre, día de la muerte del compositor, este número se había reducido a 68 casos, acompañado de «una fuerte disminución de la mortalidad». Aunque estas cifras se tomaron de Novosti i Birzhevaya Gazeta, Poznanski las desafía como inexactas.
Además, el amigo de Chaikovski, Hermann Laroche, informó que el compositor era escrupuloso en su higiene personal. Con la esperanza de evitar a los médicos, escribe Laroche, «confiaba sobre todo en la higiene, de la que parecía (a mi juicio) ser un verdadero maestro». Los medios notaron esto al cuestionar la muerte del compositor. «¿Cómo pudo Chaikovski, que acababa de llegar a Petersburgo y vivía en excelentes condiciones higiénicas, contraer la infección?», preguntó un periodista de la Petersburg Gazette. Un escritor de Russian Life señaló: «Todo el mundo está asombrado por la ocurrencia poco común de la infección rápida como un rayo con el cólera asiático de un hombre tan templado, modesto y austero en sus hábitos diarios».

## Últimos días

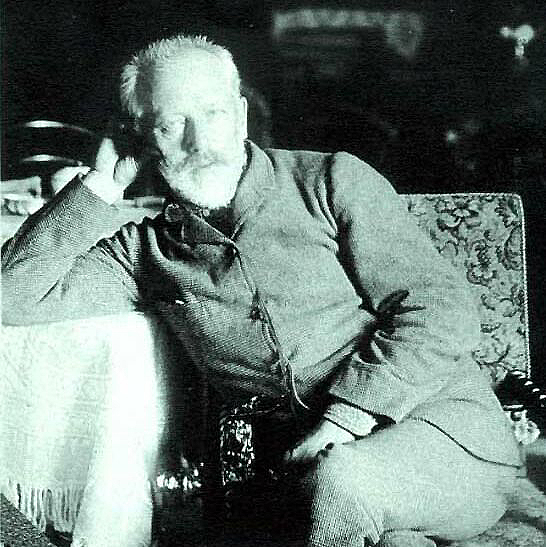
Una de las últimas fotos del compositor.

El biógrafo Aleksandr Posnanski escribió que el miércoles 20 de octubrejul./ 1 de noviembre de 1893greg. Chaikovski había ido al teatro para ver la obra de teatro Corazón ardiente de Aleksandr Ostrovski. Posteriormente, fue con su hermano Modest, su sobrino Vladimir «Bob» Davydov, el compositor Aleksandr Glazunov y otros amigos a un restaurante llamado Leiner's, ubicado en Casa Kotomin en la avenida Nevski de San Petersburgo. Durante la comida, Chaikovski pidió un vaso de agua. Debido a un brote de cólera en la ciudad, las normas sanitarias exigían que el agua que se servía en los restaurantes se debía hervir antes de servirla. El camarero le dijo al compositor que entonces no había agua hervida disponible. Entonces, según los informes, pidió agua fría sin hervir, que le trajeron. Advertido por otros en su grupo de no beberla, el compositor dijo que no temía contraer cólera y bebió el agua de todos modos.
A la mañana siguiente, en el apartamento de Modest, Piotr no estaba en la sala de estar bebiendo té como de costumbre, sino en la cama quejándose de diarrea y malestar estomacal. Modest preguntó si debía llamar a un médico, a lo que Chaikovski se negó y tomó infructuosamente aceite de hígado de bacalao. Tres días después, sufría de cólera en estado avanzado. Su estado empeoró, pero aun así se negó a ver a un médico. Finalmente, enviaron a buscar a uno, pero no estaba en casa, por lo que llamaron a otro. Finalmente, el doctor Lev Bertenson realizó el diagnóstico de cólera. Mientras tanto, Chaikovski parecía mejorar, pero luego retrocedió y empeoró mucho. Sus riñones empezaron a fallar. Se llamó a un sacerdote de la catedral de San Isaac para que administrara los últimos ritos, pero el compositor estaba demasiado enfermo para reconocer lo que sucedía a su alrededor. Murió a las 3 de la mañana del 6 de noviembre de 1893.
Holden sostiene que dado que el cólera rara vez se encontraba en los escalones superiores en los que practicaban, es posible que los médicos Vasily y Lev Bertenson nunca hubieran tratado o incluso visto un caso de cólera antes del caso del compositor. Todo lo que podrían haber sabido de la enfermedad era lo que habían leído en libros de texto y revistas médicas. Poznanski cita a Vasily Bertenson admitiendo más tarde que «no había tenido ocasión de presenciar un caso real de cólera», a pesar de decir que el compositor había contraído un «caso clásico» de la enfermedad. Holden también cuestiona si la descripción de Lev Bertenson de la condición de Chaikovski provino de su observación del paciente o de lo que había leído una vez. Si fuera lo último, significaría que podría haber usado la terminología en la secuencia incorrecta al describir el diagnóstico del compositor.

## Después de su muerte

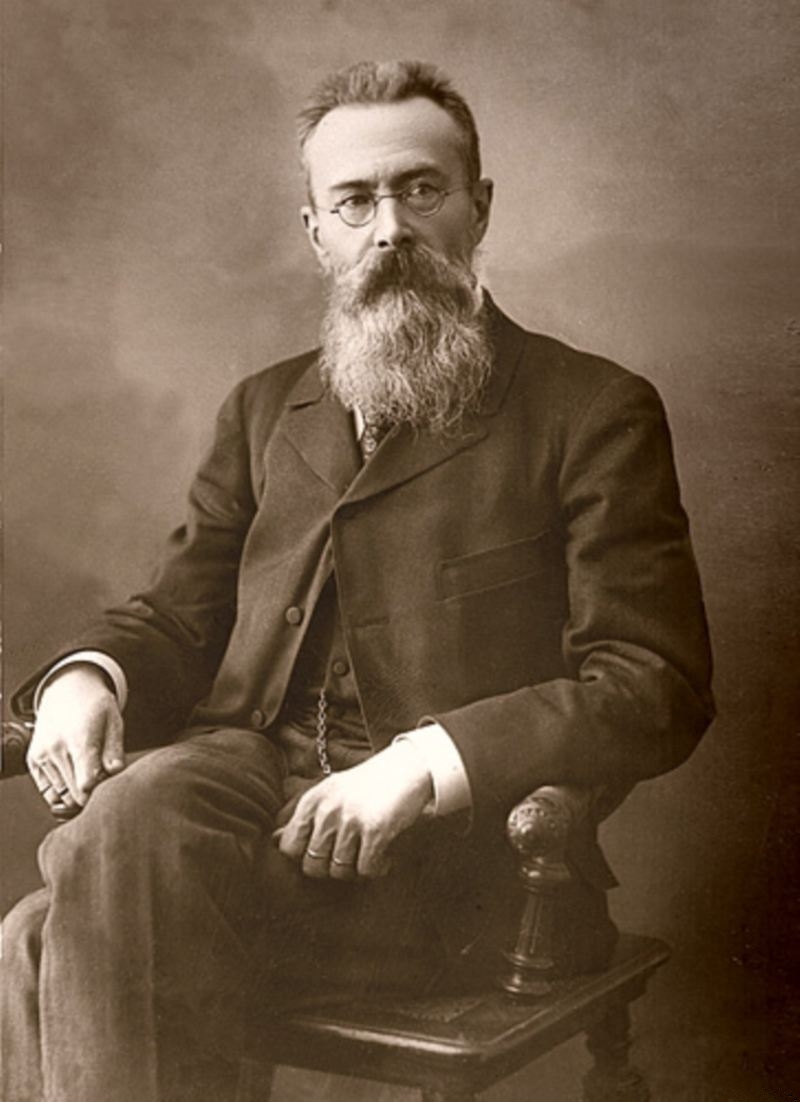
Nikolái Rimski-Kórsakov pensaba que los procedimientos inmediatamente posteriores a la muerte de Chaikovski eran extraños para una víctima del cólera.

El biógrafo de Chaikovski, David Brown, sostiene que incluso antes de que aparecieran los relatos de los médicos sobre la muerte del compositor, lo que sucedió en el piso de su hermano Modest había sido totalmente inconsistente con los procedimientos estándar para una muerte por cólera. Las regulaciones estipulaban que el cadáver debía ser retirado de la escena de la muerte de inmediato en un ataúd cerrado. En lugar de eso, se exhibió su cuerpo en el piso de Modest y éste estuvo aiberto libremente a los visitantes que desearan presentar sus últimos respetos. Entre los invitados, el compositor Nikolái Rimski-Kórsakov estaba aparentemente desconcertado por lo que vio: «¡Qué extraño que, aunque la muerte había sido resultado del cólera, la admisión a la Misa por los muertos era gratuita para todos! Recuerdo cómo [Aleksandr] Verzhbilovich [violonchelista y profesor en el Conservatorio de San Petersburgo], totalmente borracho [...] seguía besando la cabeza y el rostro del difunto». Se editó este pasaje en una versión posterior del libro.
Los propios comentarios de Rimski-Kórsakov, sin embargo, parecerían entrar en conflicto con sus acciones, como dijo Serguéi Diáguilev más tarde. El que sería conocido como el fundador e impresario de los Ballets Rusos, era en ese momento un estudiante universitario en San Petersburgo y había conocido y conversado ocasionalmente con el compositor, con quien estaba relacionado lejanamente por matrimonio. Al enterarse de la muerte de Chaikovski, Diáguilev recordó:

In despair I rushed out of the house, and although I realized Tchaikovsky had died of cholera I made straight for Malaya Morskaya, where he lived. The doors were wide open and there was no one to be found.... I heard voices from another room, and on entering I saw Pyotr Ilyich in a black morning coat stretched on a sofa. Rimsky-Korsakov and the singer Nikolay Figner were arranging a table to put him on. We lifted the body of Tchaikovsky, myself holding the feet, and laid it on the table. The three of us were alone in the flat, for after Tchaikovsky's death the whole household had fled...
Desesperado, salí corriendo de la casa y, aunque me di cuenta de que Chaikovski había muerto de cólera, me dirigí directamente a Malaya Morskaya, donde vivía. Las puertas estaban abiertas de par en par y no había nadie a la vista ... Oí voces de otra habitación y al entrar vi a Piotr Ilich con un chaqué negro tendido en un sofá. Rimski-Kórsakov y el cantante Nikolái Figner estaban arreglando una mesa para colocarlo. Levantamos el cuerpo de Chaikovski, sujetándole por los pies, y lo colocamos sobre la mesa. Los tres estábamos solos en el piso, porque después de la muerte de Chaikovski toda la gente había huido...

Poznanski contrarresta la afirmación de Brown con algunas propias. Sostiene que, a pesar del comentario de Rimski-Kórsakov, no hubo nada extraño en lo que sucedió. Escribe que, a pesar de los prejuicios persistentes, la opinión médica predominante era que el cólera era menos contagioso de lo que se suponía anteriormente. Aunque anteriormente se habían desalentado las reuniones públicas para las víctimas del cólera, el Consejo Médico Central en la primavera de 1893 permitió específicamente los servicios públicos y los rituales relacionados con los funerales de las víctimas de esa enfermedad. Además, la opinión médica publicada por la Petersburg Gazette declaró que Chaikovski había muerto de una infección sanguínea posterior, no de la enfermedad en sí. Con la precaución adicional de desinfectante constante en los labios y fosas nasales del cuerpo, afirma Poznanski, incluso el violonchelista borracho que besó la cara del difunto tenía poco motivo de preocupación.
Alejandro III se ofreció a pagar él mismo los gastos del funeral del compositor e dio instrucciones a la Dirección de Teatros Imperiales para que organizara el evento. Según Poznanski, esta acción mostraba la excepcional consideración con la que el zar miraba al compositor. Sólo dos veces antes un monarca ruso había mostrado tal favor hacia una figura artística o académica caída. Nicolás I había escrito una carta al moribundo Aleksandr Pushkin tras el duelo fatal del poeta. Nicolás también fue personalmente a presentar sus últimos respetos al historiador Nikolái Karamzín la víspera de su entierro. Además, Alejandro III dio un permiso especial para que el servicio conmemorativo de Chaikovski se llevara a cabo en la Catedral de Nuestra Señora de Kazán.
El funeral de Chaikovski tuvo lugar el 9 de noviembre de 1893 en San Petersburgo. La catedral de Kazán tiene capacidad para 6000 personas, pero 60 000 personas solicitaron entradas para asistir al servicio. Finalmente, se apiñaron 8000 personas. Enterraron al compositor en el cementerio de Tikhvin en el monasterio de Alejandro Nevski, cerca de las tumbas de los compositores Aleksandr Borodín, Mijaíl Glinka y Modest Músorgski. Posteriormente, Rimski-Kórsakov y Mili Balákirev también serían enterrados cerca.

## Teorías sobre la causa de su muerte

### Cólera por agua contaminada

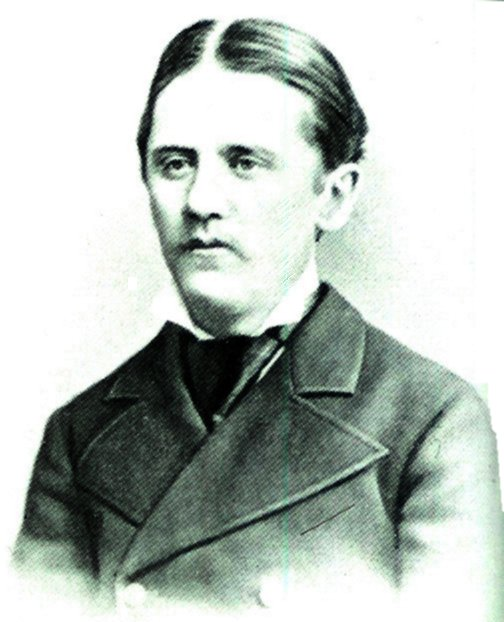
Una de las teorías sobre la muerte del compositor afirman que lo contrajo por beber agua sin hervir en el domicilio de su hermano Modest.

Si Chaikovski contrajo cólera, es imposible saber con precisión cuándo o cómo se infectó. Los periódicos publicaron relatos de familiares del compositor confusos que afirmaban que había bebido un vaso de agua sin hervir en el restaurante Leiner's. Modest, por el contrario, sugirió que su hermano bebió el fatídico vaso en su apartamento durante el almuerzo del jueves. «[Estaba] justo en medio de nuestra conversación sobre la medicación que había tomado que se sirvió un vaso de agua y tomó un sorbo. El agua estaba sin hervir. Todos estábamos asustados: sólo él estaba indiferente y nos dijo que no nos preocupáramos».
El período de incubación del cólera es de uno a tres días según algunas autoridades, y de dos horas a cinco días según otras. Según los informes, el compositor comenzó a mostrar síntomas el jueves por la mañana temprano. Si el intervalo de uno a tres días se toma como 24 a 72 horas, lo último que el compositor podría haber sido infectado habría sido el miércoles por la mañana, antes de la cena en Leiner's esa noche o el almuerzo en casa de Modest la tarde siguiente.
La posibilidad de disponer de agua sin hervir en un restaurante como Leiner's fue una sorpresa para algunos. «Nos parece sumamente extraño que un buen restaurante pudiera haber servido agua sin hervir durante una epidemia», escribió un reportero del diario Son of the Fatherland. «Existe, por lo que recordamos, un decreto vinculante que establece que los establecimientos comerciales, casas de comidas, restaurantes, etc., deben tener agua hervida». Poznanski sugiere que la misma falta de credibilidad se aplica a la historia de Modest. También era bien sabido que Chaikovski prefería beber agua mineral. 
Los reporteros de los periódicos no fueron los únicos que cuestionaron estas versiones. Diáguilev recordaba: «Pronto surgieron varios mitos sobre la muerte de Chaikovski. Algunos decían que contrajo cólera bebiendo un vaso de agua del grifo en el restaurante Leiner's. Ciertamente, solíamos ver a Piotr Ilich comiendo allí casi todos los días, pero nadie en ese momento bebía agua sin hervir, y nos parecía inconcebible que Chaikovski lo hubiera hecho».
Poznanski no descarta que Chaikovski contrajera cólera por beber agua contaminada. Aventura que posiblemente podría haberla bebido antes de la cena del miércoles en Leiner's, ya que el compositor solía beber agua fría en las comidas. En este punto, Holden y él están de acuerdo. Holden agrega que el compositor pudo haber sabido incluso que había contraído cólera antes de la cena en Leiner's el miércoles por la noche.
Poznanski también afirma que el bacilo del cólera prevalecía más en el suministro de agua de San Petersburgo de lo que nadie había imaginado antes de la muerte de Chaikovski. Semanas después del fallecimiento del compositor, se descubrió que tanto el río Nevá como el suministro de agua del Palacio de Invierno estaban contaminados y una comisión sanitaria especial descubrió que algunos restaurantes mezclaban agua hervida y sin hervir para enfriarla más rápidamente para los clientes.
Otro factor que menciona Pozansky es que Chaikovski, que ya se encontraba en problemas gástricos el jueves por la mañana, bebió un vaso del agua mineral alcalina «Hunyadi János» en un intento de aliviar su estómago. El alcalino del agua mineral habría neutralizado el ácido del estómago del compositor y esto habría estimulado cualquier bacilo del cólera presente dándole un entorno más favorable en el que prosperar.

### Cólera por otros medios
Haciendo referencia al especialista en cólera Valentin Pokovski, Holden menciona otra forma en que la que Chaikovski podría haber contraído el cólera: la «vía fecal-oral», a partir de prácticas sexuales poco higiénicas con prostitutos en San Petersburgo. Esta teoría fue propuesta por separado en The Times de Londres por su entonces veterano especialista médico, Thomas Stuttaford. Si bien Holden admite que no hay más evidencia que respalde esta teoría, afirma que si realmente hubiera sido el caso, Chaikovski y Modest se habrían esforzado mucho por ocultar la verdad. Podrían haber escenificado la bebida de Chaikovski sin hervir en Leiner's de mutuo acuerdo por el bien de la familia, los amigos, los admiradores y la posteridad. Dado que el compositor era una figura nacional casi sagrada en ese momento de su vida, Holden sugiere que los médicos involucrados en el caso podrían haber estado de acuerdo con este engaño.

### Suicidio ordenado por un tribunal de honor

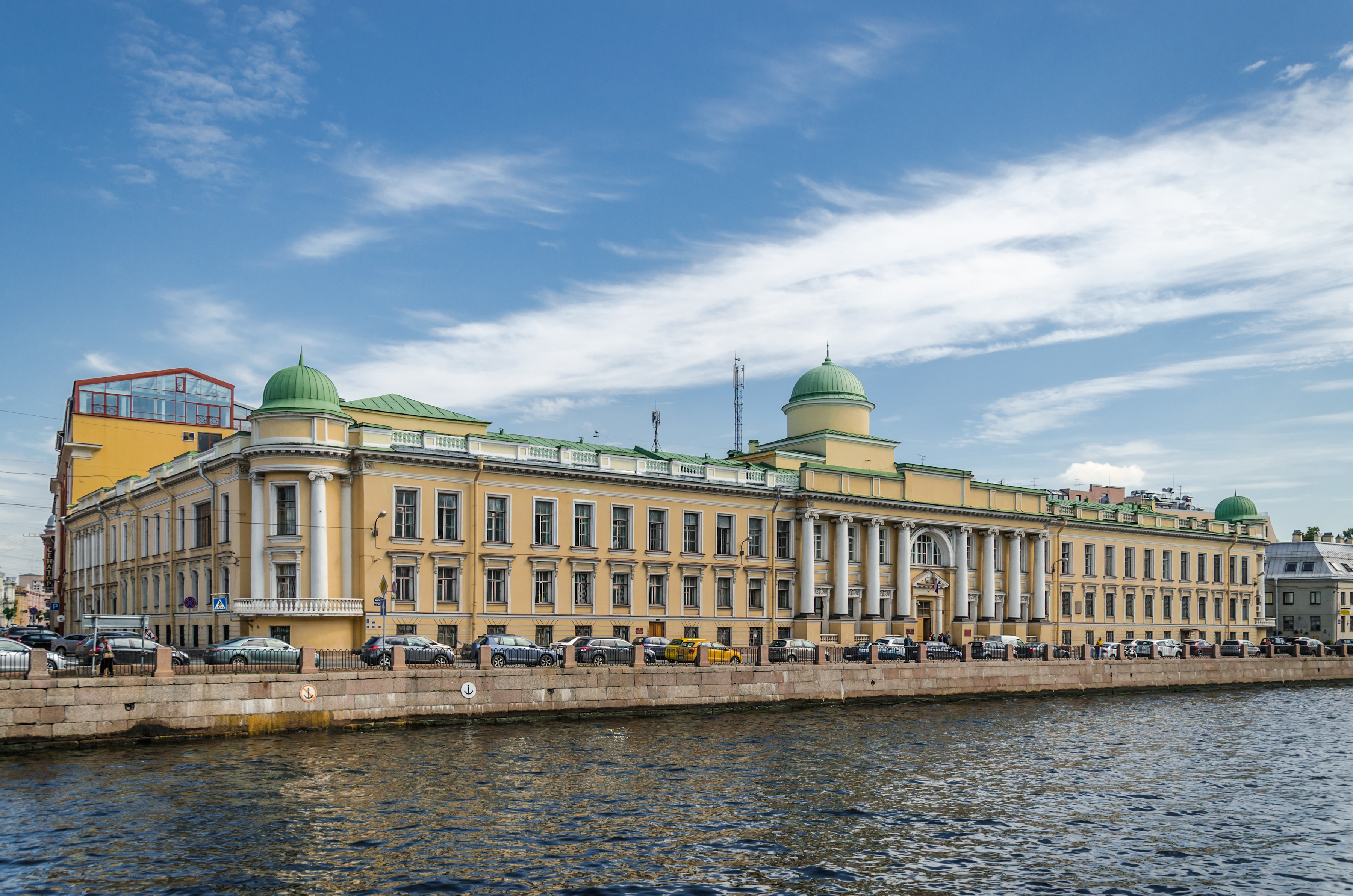
Otra de las teorías sobre la muerte del compositor alude a un tribunal de honor formado por antiguos compañeros de Chaikovski de la Escuela Imperial de Jurisprudencia.

Otra teoría fue abordada públicamente por primera vez por la musicóloga rusa Aleksandra Orlova en 1979 cuando emigró a Occidente. El testigo clave del relato de Orlova fue Aleksandr Voitrov, un alumno de la Escuela Imperial de Jurisprudencia antes de la Primera Guerra Mundial que, según los informes, había acumulado mucho sobre la historia y la gente de su alma mater. Entre estas personas se encontraba Nikolái Borisóvich Jacobi, procurador principal del Senado en la década de 1890. La viuda de Jacobi, Elizaveta Karlovna, supuestamente le dijo a Voitrov en 1913 que un duque Stenbok-Fermor estaba perturbado por la atención que Chaikovski estaba prestando a su joven sobrino. Stenbok-Fernor escribió una carta de acusación al zar en el otoño de 1893 y entregó la carta a Jacobi para que la entregara. Jacobi quería evitar un escándalo público. Por lo tanto, invitó a todos los excompañeros de escuela de Chaikovski que pudo ubicar en San Petersburgo —ocho personas en total— a servir en un tribunal de honor para discutir el cargo. Esta reunión, realizada en el estudio de Jacobi, duró casi cinco horas. Al final de ese tiempo, Chaikovski salió corriendo, pálido y agitado, sin decir una palabra. Una vez que todos los demás se fueron, Jacobi le dijo a su esposa que habían decidido que Chaikovski debería suicidarse. Uno o dos días después de esta reunión, la noticia de la enfermedad del compositor estaba circulando en San Petersburgo.
Orlova sugiere que este tribunal de honor podría haberse convocado el 31 de octubre. Este es el único día durante el cual no se sabe nada sobre las actividades de Chaikovski hasta la noche. Brown sugiere que quizás sea significativo que Modest registrara los últimos días de su hermano a partir de esa noche, cuando Chaikovski asistió a la ópera Die Maccabäer de Antón Rubinstein.
En noviembre de 1993, la BBC emitió un documental titulado Orgullo o prejuicio, que investigaba varias teorías sobre la muerte del compositor. Entre los entrevistados se encontraban Orlova, Brown y Poznanski, junto con varios expertos en historia rusa. El doctor John Henry del Guy's Hospital, un testigo experto que trabajaba en la Unidad Nacional Británica de Envenenamiento en ese momento, concluyó en el documental que todos los síntomas reportados de la enfermedad de Chaikovski «encajan muy de cerca con el envenenamiento por arsénico». Sugirió que la gente habría sabido que la diarrea aguda, la deshidratación y la insuficiencia renal se parecían a las manifestaciones del cólera. Esto ayudaría a reforzar una posible ilusión de la muerte como un caso de cólera. La conclusión a la que se llegó en el documental se inclinaba en gran medida a favor de la teoría del tribunal de honor.
Otros muy respetados estudios del compositor han desafiado en detalle las afirmaciones de Orlova y han llegado a la conclusión de que la muerte del compositor se debió a causas naturales. Entre otros desafíos a la tesis de Orlova, Poznanski reveló que no había un duque Stenbok-Fermor, pero había un conde con ese nombre. Sin embargo, era un escudero del zar Alejandro III y no habría necesitado un intermediario para entregar una carta a su propio empleador. En cuanto a la supuesta amenaza a la reputación de la Escuela Imperial de Jurisprudencia de San Petersburgo representada por los asuntos homosexuales de Chaikovski, Poznanski describe a la escuela como un semillero de libertinaje exclusivamente masculino que incluso tenía su propia canción que cantaba los placeres de la homosexualidad.

### Suicidio ordenado por el zar

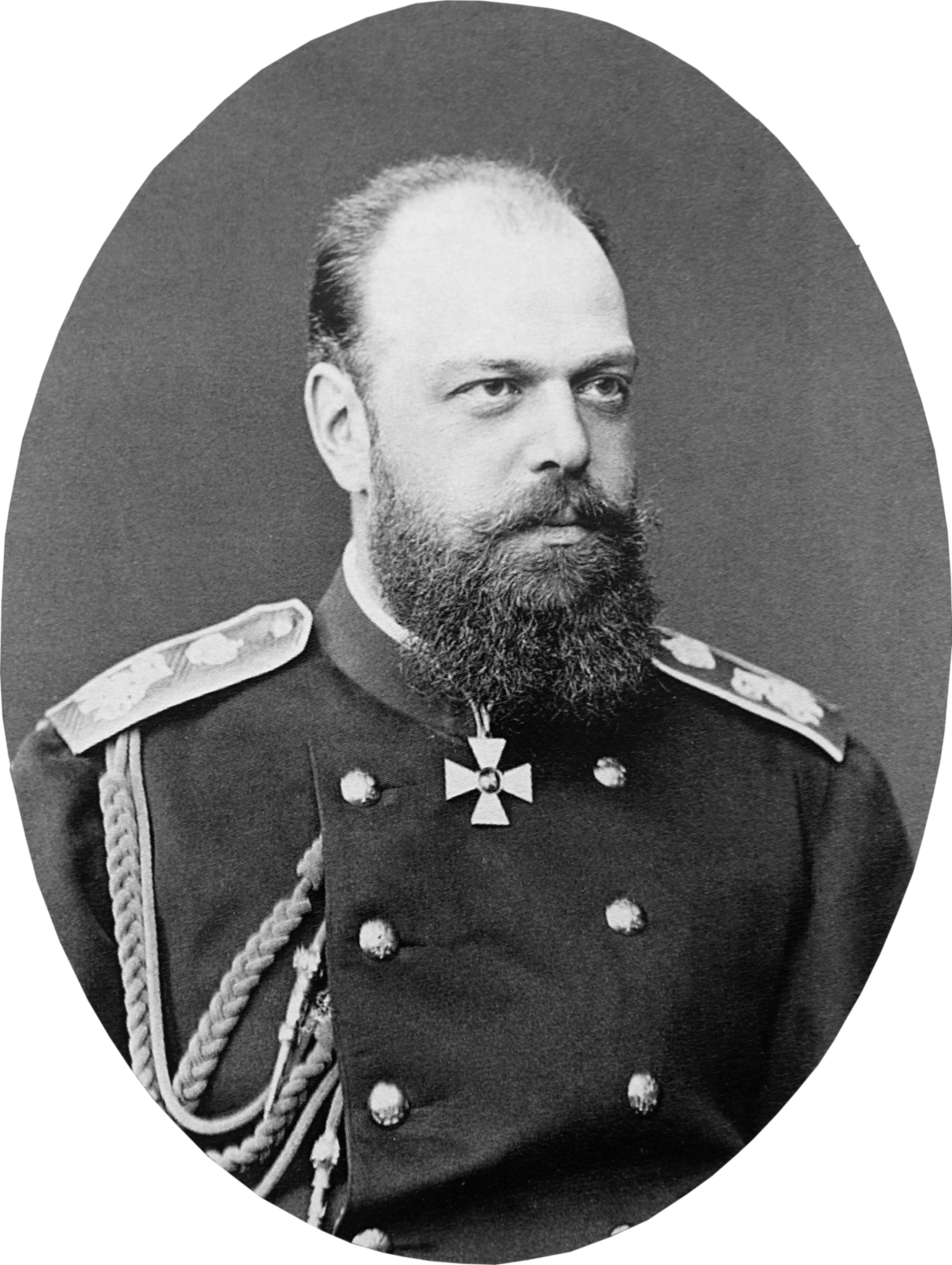
Otra hipótesis sobre la muerte del compositor es que fuera ordenada por el propio zar Alejandro III.

Otra teoría sobre la muerte de Chaikovski es que fue ordenada por el propio zar Alejandro III. Esta historia la contó un musicólogo suizo llamado Robert-Aloys Mooser, quien supuestamente la aprendió de otros dos: Riccardo Drigo, compositor y maestro de capilla de los Teatros Imperiales de San Petersburgo, y el compositor Aleksandr Glazunov. Según su hipótesis, el compositor había seducido al hijo del cuidador del bloque de apartamentos de su hermano Modest. La verosimilitud de esta historia para muchas personas fue que Glazunov supuestamente la confirmó. Mooser consideró a Glazunov un testigo confiable, destacando su «carácter moral recto, veneración por el compositor y amistad con Chaikovski». Más recientemente, el erudito francés André Lischke ha confirmado la confesión de Glazunov. El padre de Lischke fue alumno del compositor en Petrogrado en la década de 1920. Glazunov le confió la historia al padre de Lischke, quien a su vez se la pasó a su hijo.
Sin embargo, replica Poznanski, Glazunov no podría haber confirmado la historia del suicidio a menos que estuviera absolutamente seguro de su verdad. Sin embargo, la única forma en que eso podría haber sido posible fue si se lo hubiera dicho alguien en el círculo más íntimo de Chaikovski, en otras palabras, alguien que estuviera presente en el lecho de muerte del compositor. En cambio, fue exactamente este círculo de íntimos al que Drigo acusó de ocultar la «verdad», [las comillas de Poznanski para enfatizar] exigiendo falsos testimonios de autoridades, médicos y sacerdotes. Sólo jurando a Glazunov el más estricto secreto, cualquiera en este círculo habría revelado la «verdad». Que Glazunov luego compartiera esta información con Mooser, concluye Poznanski, es virtualmente inconcebible ya que habría comprometido completamente a Glazunov.

### Suicidio por acción temeraria
Otra versión sostiene que Chaikovski había atravesado una grave crisis personal. Esta fue precipitada, según algunos relatos, por su enamoramiento por su sobrino, Vladimir Davydov, a quien la familia Davydov y el compositor se referían con frecuencia con el sobrenombre de «Bob». Según los informes, esto explicaría las agonías expresadas en la Sexta Sinfonía, así como el misterio que rodea su programa. Muchos analistas, trabajando desde esta perspectiva, han leído desde entonces la Patética como intensamente autobiográfica. Según esta teoría, el compositor se dio cuenta de todo el alcance de sus sentimientos por Bob, además de la improbabilidad de su realización física. Supuestamente derramó su miseria en esta última gran obra como un preludio consciente del suicidio, luego bebió agua sin hervir con la esperanza de contraer cólera. De esta manera, al igual que cuando se metió en el río Moscova en 1877, frustrado por su matrimonio, Chaikovski podría suicidarse sin deshonrar a su familia.

## Conclusiones
Sin pruebas sólidas para ninguno de estos casos, es posible que no se pueda sacar una conclusión definitiva y que nunca se conozca la verdadera naturaleza del final del compositor. La evidencia concluyente, sugiere Holden, significaría exhumar el cadáver de Chaikovski para realizar pruebas para determinar la presencia de arsénico, como se hizo con el cuerpo de Napoleón Bonaparte, ya que el arsénico puede permanecer en el cuerpo humano incluso después de 100 años. El musicólogo Roland John Wiley escribe: «Las polémicas sobre la muerte [de Chaikovski] han llegado a un callejón sin salida [...] Estos rumores, por culpa de su fama, tardaron en extinguirse [...] En cuanto a la enfermedad, los problemas con las pruebas que ofrecen pocas esperanzas de hallar una resolución satisfactoria: el estado del diagnóstico, la confusión de los testigos, sin tener en cuenta los efectos a largo plazo del tabaquismo y el alcohol. No sabemos cómo murió Chaikovski. Es posible que nunca lo sepamos...».